# NGC 1906
NGC 1906 је спирална галаксија у сазвежђу Зец која се налази на NGC листи објеката дубоког неба.
Деклинација објекта је - 15° 56' 34" а ректасцензија 5h 24m 47,1s. Привидна величина (магнитуда) објекта NGC 1906 износи 14,1 а фотографска магнитуда 14,8. NGC 1906 је још познат и под ознакама MCG -3-14-15, IRAS 05224-1559, PGC 17243.